# 埃米尔·比亚尔
埃米尔·比亚尔（法語：Émile Billard，1852年4月5日—1930年6月29日），法国男子帆船运动员。他曾代表法国参加1900年夏季奥林匹克运动会帆船比赛，获得一枚金牌。